# Герман (патріарх Сербії)
Патріарх Герман (серб. Патријарх Герман, у світі Хра́нислав Джо́рич, серб. Хранислав Ђорић; 7 (19) серпня 1899, Йошаничка-Баня, Королівство Сербія — 27 серпня 1991, Белград) — єпископ Сербії, 1958 – 1990  — предстоятель ПЦС з титулом Архієпископ Печський, Митрополит Белградсько-Карловацький, Патріарх Сербії.

## Життєпис
Народився у сім’ї вчителя, який пізніше став священиком. Навчався у Великій Дренові поблизу Трстеника і в місті Крушеваць, у семінаріях Белграда та Сремських Карловців. Закінчив у 1921. Вивчав право у Сорбоні, потім вступив на богословський факультет Белградського університету, який закінчив у 1942.
1924 – рукопокладений в диякона при катедральному соборі Жичі, назначений службовцем церковного суду. 
1925 – 1927 викладав Закон божий в гімназії міста Чачак.
1927 — священник на приході в Міоковці. 
1931 – переведений в м. Врнячка-Баня настоятелем храму та архієрейським намісником, при храмі заснував щомісячний часопис «Преглед» та річний календар «Светі Лазар». 
1938 – став вдівцем, переїхав до Белграда, де призначений референтом Священного Синоду. 
7 липня 1951 пострижений у чернецтво в монастирі Студениця. 12 липня зведений в сан архімандрита. 
1951 – обраний головним секретарем в сані єпископа з титулом Моравичський. 
15 липня – хіротонія. 
3 липня 1952 обраний єпископом Будимським, але через перешкоди із угорською владою не зміг зайняти катедру. 
1955—1956 адміністратор Будимлянсько-Полимської єпархії. 
9 червня 1956 — єпископ Жичський, відновив більше 40 храмів і заснував монастир Йоване. 
1956—1957 – адміністратор Рашсько-Призренської єпархії. 
Був редактором головного органу Сербської православної церкви – журналу «Гласник».
13 вересня 1958 обраний патріархом Сербії. Вирішуючи кадрову проблему Сербської православної церкви, був ініціатором обрання 27 єпископів. 
Провів реформу навчальних програм духовних навчальних закладів СПЦ, відновив духовні семінарії у Сремських Карловцях, у монастирі Крка та чернечу школу у монастирі Дечани. У приміщенні Патріархії у Белграді був заснований Православний народний університет, в якому патріарх Герман читав лекції. Під час патріаршества Германа була розширена видавнича діяльність СПЦ. 
Незважаючи на перешкоджання комуністичної влади, мав привілеї на відновлення церков і монастирів. 
Під час патріаршества Германа, внаслідок втручання влади у справи церкви, відбулося два розколи: від’єдналася значна частина закордонних парафій, головним чином у США, утворивши Вільну Сербську церкву із центром у Новограчаницькому монастирі, а також від’єдналися приходи Македонії, які утворили неканонічну Македонську церкву. 
30 листопада 1990  через похилий вік та важку травму був відправлений на відпочинок. 
Помер 27 серпня 1991 у Белграді. Похований у церкві апостола Марка. 
Його перебування на посаді Предстоятеля Сербської Православної Церкви протягом 32 років є одним з найдовших в історії Сербської Православної Церкви. 
Нагороджений орденом Святого Сави, орденом Югославського прапора, орденом Почесного легіону, орденом Георгія I, національним орденом Кедра та низкою інших відзнак і нагород.